# 氯酸铟
氯酸铟是一种无机化合物，化学式为In(ClO3)3，常见的存在形式是七水合物。氯酸铟不稳定，稍加热即可分解。

## 制备
氯酸铟可由氯酸水溶液和氢氧化铟反应得到。